# Jugla (stacja kolejowa)
Jugla – stacja kolejowa w Rydze, w dzielnicy Jugla, na Łotwie. Położona jest na linii Ryga - Valga.